# Kniha šípkové růže
Kniha šípkové růže (1833-1851, Törnrosens bok) je rozsáhlý literární cyklus švédského romantického a později realistického spisovatele Carla Jonase Loveho Almqvista spojující na pozadí jednoho rámcového příběhu různé žánry (romány, novely, povídky, dramata, básně i eseje). Almqvist považoval tento cyklus za své univerzální dílo a proto do něho postupně zařazoval své jednotlivé práce, takže cyklus vlastně obsahuje vše, co Almqvist vytvořil od roku 1833 až do svého spěšného odjezdu ze Švédska v roce 1851, ačkoliv mnoho z těchto prací vyšlo poprvé bez označení, že patří do tohoto cyklu.

## Vydání cyklu
Cyklus byl publikován ve dvou vydáních zčásti současně a s částečně se překrývajícím obsahem, pojmenovaných podle jejich formátu.
- V menším formátu duodes (dvanácterka, asi 16 cm výšky knihy[4]) vyšlo v letech 1833–1851 čtrnáct dílů pod souhrnným názvem Fria fantasier, hvilka, betraktade som ett helt, af Herr Hugo Löwenstjerna stundom kallades Törnrosens bok (Volné fantasie, které jako celek pan Hugo Löwenstjerna někdy nazýval Kniha šípkové růže).[5]
- Ve větším formátu imperialoktav (osmerka, do 25 cm výšky knihy[4]) vyšly v letech 1839–1850 tři rozsáhlé díly pod souhrnným názvem Törnrosens bok eller Fria fantasier, berättade på jagtslottet hos herr Hugo Löwenstjerna (Kniha šípkové růže aneb Volné fantasie vyprávěné v loveckém zámečku pana Huga Löwenstjerny).[5]

## Obsah cyklu

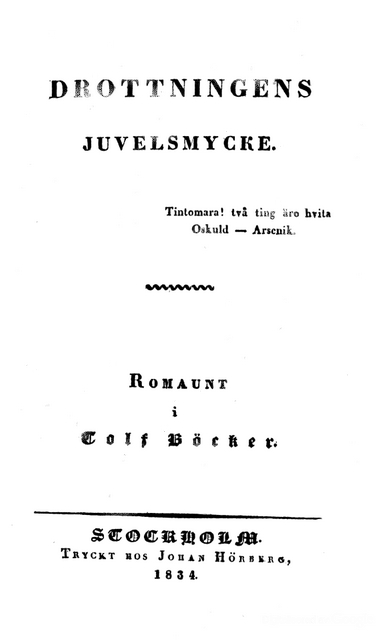
První vydání románu Královnin šperk z roku 1834

### Menší formát (švédskyduodesupplagan)
V menším formátu vyšlo v letech 1833–1851 čtrnáct dílů:
- I. díl (1833): Jagtslottet (Lovecký zámeček), krátký román, který jaké první díl cyklu tvoří rámcový příběh pro další vyprávění. Na zámečku dvorního maršála Huga Hamilkara Löwenstjerny v Närke se každý večer schází společnost, aby si vyslechla vyprávění příběhů, pověstí, legend a pohádek, aby poslouchali písně a hudbu nebo aby sledovali živé obrazy. Hlavním vypravěčem je samotář Richard Furumo z Råbäckenu, považovaný za alter ego autora. Společně s romány  Hinden a Baron Julius K* tvoří tzv. zámeckou kroniku, která vypráví o lidech pobývajících na zámečku.
- II. díl (1833): obsahuje dva tituly:
  - Hermitaget (Poustevna), historický román z doby švédského krále Valdemara z rodu Folkungů
  - Vargens dotter (Vlčí dcera), epická báseň, ve které bohatý otec nepřeje lásce chudého mladíka ke své dceři tak, že si oba vezmou život. Otec se je snaží od sebe oddělit i po smrti a mrtvému mladíkovi uřízne ruku, aby nemohl dívku držet v objetí. Právě tento otec je „vlkem“ z názvu básně.
- III. díl (1833): Hinden, román tvořící společně s romány Lovecký zámeček a Baron Julius K*, tzv. zámeckou kroniku, která vypráví o lidech pobývajících na zámečku pana Huga Hamilkara Löwenstjerny. Příběh zobrazuje nevyhnutelný konflikt mezi oddaností a povinností.[6]
- IV. díl (1834): Drottningens juvelsmycke (Královnin šperk), žánrově román nebo knižní drama odehrávající se těsně před a v době atentátu na krále Gustava III. roku 1792. V románu vystupuje androgynní primabalerína Tintomara, která je neuvěřitelné krásná. Muži i ženy jsou uchváceni jejím zevnějškem, ale Tintomara jejich lásku neopětuje. Pohlaví Tintomary není známo, je vnímána jako muž nebo žena podle toho, kdo se do ní zamiloval. V románu je nevlastním sourozencem nezletilého krále Gustava IV. Adolfa. Zcizí královnin diadém, aby jej ukázala své matce, tím se zaplete do atentátu na krále a stane se nakonec nevinnou obětí bezohledných a nesmyslných pletich.[7]
- V. díl (1834): Ramido Marinesco, knižní drama odehrávající se na Mallorce v době rané renesance, jehož hlavním hrdinou je Ramido, syn Dona Juana. Kdykoliv se mladý don Ramido zamiluje, pokaždé zjistí, že ta, kterou miluje, je dcera jeho vlastního otce. Významným motivem ve hře je rovněž láska mezi dvěma sourozenci.
- VI. díl (1835): obsahuje dva tituly:
  - Baron Julius K*, cestopisný román popisující výlety po švédských vesnicích s podtónem přívětivé pohody. Společně s romány Lovecký zámeček a Hinden tvoří tzv. zámeckou kroniku, která vypráví o lidech pobývajících na zámečku pana Huga Hamilkara Löwenstjerny.
  - Dialog om Sättet att sluta Stycken, celý text tvoří rozhovor dvou nejdůležitějších postav rámcového příběhu cyklu, Richarda Furuma a pana Huga, kteří mimo jiné komentují a analyzují dvě z dalších děl zařazených do cyklu: Královnin šperka Ramido Marinesco. Tento dialog je často chápán jako důležitý zdroj pro Almqvistův pohled na literaturu.
- VII. díl (1835): obsahuje dva tituly
  - Signora Luna, knižní drama odehrávající se v Palermu a zobrazující ženu světici, politický zápas dvou princů o moc a lásku mezi dvěma sourozenci.
  - Colombine (Kolombína), knižní drama o padlé ženě, která je přijata do šlechtické rodiny, jejíž syn jí miluje.[8]
- VIII. díl (1838): obsahuje tři tituly:
  - Återkomsten (Návrat), Krátký dialog dvou ústředních postav rámcového příběhu, pana Huga a Richarda Furuma, který se týká především vztahu mezi literárními žánry. Rozhovor tak připravuje následný epistolární román Araminta Mayová.
  - Araminta May (Araminta Mayová), idylický epistolární román končící dialogem v dramatické formě. Většinu textu tvoří výměna dopisů mezi bratrancem a sestřenicí.
  - Urnan (Urna), hororová povídka odehrávající se ve středověkém Německu a pojednávající o děsivých důsledcích nedodržování přísah.
- IX. díl (1838): obsahuje dva tituly
  - Kapellet (Kaple), krátká povídka z jihošvédského rybářského prostředí o pastoračním asistentovi, který přijíždí do tohoto prostředí, aby zde pronesl své první kázání,
  - Palatset (Palác), satirická alegorie ve stylu E. T. A. Hoffmanna, příběh který vypráví Richarda Furumo o tom, jak se při pobytu v Anglii setkal s japonským šlechticem a jeho dvěma dcerami.
- X. díl (1838): obsahuje tři tituly
  - Godolphin, komedie odehrávající se ve Francii v 17. století s postavou Ninony de Lenclos, pastiš francouzského klasického dramatu.
  - Svenska Fattigdomens betydelse (Význam švédské chudoby), esej o určení podstaty švédské společnosti analýzou sociálních tříd.
  - Skaldens natt (Noc básníka), lyrický prozaický monolog vykreslující silný nábožensko-mystický zážitek.
- XI. díl (1838): obsahuje dva tituly:
  - Skällnora Qvarn (Skällnorský mlýn), novela, temný kriminální příběh o vraždě, jeden z prvních příběhů v tomto žánru.
  - Friherinnan (Baronka), epistolární román.[9]
- XII. díl (1839): obsahuje pět titulů
  - Herr Hugos akademi (Akademie pana Huga), povídka, ve které pan Hugo zakládá akademii pro nápady svých hostů.
  - Hvad är penningen (Co jsou peníze), esej, příspěvek Almqvista do tehdejší národohospodářské diskuze.
  - Poesi och politik (Poezie a politika), esej o vzájemném vztahu poezie a politiky.
  - Om folknöjen (O lidové zábavě), esej.
  - Storhetens tillbedjan (Uctívání velikost), esej
- XIII. díl (1840): obsahuje dva tituly
  - Målaren (Malíř), realistická povídka s autobiografickými rysy.
  - Prestens ställning (Postavení kněze), esej, ostrá polemika s katedrální kapitulou v Uppsale.
- XIV. díl (1851): Den sansade kritiken (Zdravá kritika), komedie, zčásti překlad, zčásti pastiš Molièrovy Kritiky školy pro ženy, Stejně jako Molière se i Almqvist snaží hrou odpovědět svým kritikům často ve výsměšném tónu.[10]

### Větší formát (švédskyimperialoktavupplagan)
Ve větším formátu vyšly v letech 1839-1850 tři rozsáhlé díly s částečně se překrývajícím obsahem s vydáním v menším formátu. Almqvist do tohoto vydání zahrnul především díla, která nevyšla ve čtrnáctidílném cyklu, například i román Jde to, který při svém prvním vydání vyvolal takový skandál.
- I. díl (1839) obsahuje dvacet čtyři titulů: 
  - díla obsažená ve vydání v malém formátu: Jagtslottet (Lovecký zámeček), Vargens Dotter (Vlčí dcera).
  - Skönhetens tårar (Slzy krásy), povídka o tom, jak vznikl svět. Podle Richarda Furuma byl svět stvořen dívčími slzami smíchanými s kapkou krve.
  - Semiramis, román o mytické asyrské královně Semiramis.
  - Under Hoppets Träd (Pod stromem naděje), povídka, která reprodukuje další úvahy Richarda Furuma o stvoření světa.
  - Ferrando Bruno, divadelní hra odehrávající se v duchovním světě, kam dorazil italský rytíř Ferrando.
  - Månsången (Píseň měsíce), dlouhá píseň s notovým doprovodem vypráví příběh, který se odehrává ve Vikenu v době Vikingů.
  - písně Fader, o säg mig (Otče, řekni mi), Nyniannes Röst (Nynianin hlas), Det doftar i Skogen (Vůně v lese).
  - Björninnan (Medvědice), povídka s doprovodnou písní o mladém farmáři Erikovi v Iliansboda, který zastřelil svou nevěstu.
  - Ifrån Leonard (Od Leonarda), epistolární román, který se dotýká tématu pohlavních nemocí.
  - Ormus och Ariman (Ormus a Ariman), satirická novela, parafráze perské pověsti, která je útokem na existující státní a církevní byrokratismus.
  - Isidoros af Tadmor (Isidoros z Tadmoru), divadelní hra o hierofantovi Isidorovi odehrávající se v Tadmoru krátce po smrti Krista.
  - Marjam (Maria), divadelní hra, pokračování hry Isidoros z Tadmoru o Ježíšově matce Marii.
  - Uppvaknandet (Probuzení), povídka zabývající se životem po smrti s písní, která je reprodukována notovým zápisem.
  - De sju Sångerna under Tälten (Sedm písní), písňový cyklus se silně náboženským obsahem
  - Om Helsans Evangelium (O evangeliu zdraví), náboženský osvětový spis.
  - Om Menniskans stöd (O podpoře člověka), náboženský osvětový spis.
  - Melia, příběh z doby křesťanských mučedníků.
  - Svangrottan på Ipsara (Labutí jeskyně v Ipsaře), divadelní hra odehrávající se na řeckém ostrově Psara (zastarale Ipsara) za vlády Konstantina Velikého.
  - Schems-el-Nihar, pohádková epická báseň odehrávající se v Núbii a v oblasti kolem Gondaru v Etiopii.
  - Arthurs Jagt (Artušův hon), epická báseň čerpající z pověstí o  králi Artušovi.
  - De två Chorerna (Dva chóry), krátké sborové dílo obsahující dialog mezi pozemskými duchy a serafíny.[11]
- 2. díl (1849) obsahuje jedenáct titulů:
  - díla obsažená ve vydání v malém formátu: Den sansade Kritiken (Zdravá kritika).
  - Songes (Sny), sbírka padesáti krátkých básní, které samotný autor zhudebnil.
  - Lifvets Hjelp (Pomoc životu), esej s biblickými motivy.
  - Gianera, povídka odehrávající se ve Španělsku nebo v Portugalsku a týkající se ženy Gianery, jejíž dvě děti jsou požehnány klidnou brzkou smrtí. Vypravěčem je syn pana Huga, který také provádí srovnání s řeckou pověstí o Kleobisovi a Bitónovi.
  - Mythopoiesis, tři pohádky: Amauros Chrysornis neboli Zlatý ráj, Rosaura aneb příběh o křídlech potěšení a Arctura, přičemž první dvě vyšly časopisecky již roku 1822.
  - Minnesfest den första April (Vzpomínkový večírek prvního dubna), text tvoří projev syna pana Huga o Pehru Henriku Lingovi v rámci Hugovy akademie. Pak následuje rozhovor mezi panem Hugem a Richardem Furumem, který tvoří úvod do následující tetralogie Sviavigamal.
  - Sviavigamal, tetralogie pohádkových příběhů se staroseverskými motivy inspirovaná Pehrem Henrikem Lingem: Håtuna Saga, Sigtuna Saga, Valtuna Saga a Odensala Saga.[12]
- 3. díl (1850): obsahuje šest titulů:
  - Europeiska missnöjets grunder (Příčiny evropské nespokojenosti), sociální a politické pojednání, snad nejrevolučnější autorův pamflet.
  - Hvarför reser du? (Proč cestujete?), krátký text, ve kterém Richard Furumo odpovídá na otázku pana Huga, proč cestuje úplně sám a bez společnosti.
  - Det går an (Jde to), nevydaná verze románu z roku 1838,
  - Murnis eller De dödas sagor (Murnis neboli Pohádky mrtvých), pohádková povídka napsaná roku 1819 a prvně vydaná roku 1845.
  - Silkesharen på Hagalund (Hedvábný zajíc v Hagalundu), komedie o obchodním radovi Westermarkovi, který žije v Hagalundu a má na vodítku zajíce, který se nechá přesvědčit panem Grönströmem, aby investoval do hotelu tak velkého, že bude schopen pojmout celý Stockholm.
  - Purpurgrefven (Purpurový hrabě), komedie, pokračování Hedvábného zajíce v Hagalundu, odehrávající se v obrovském hotelu plánovaném v předešlé hře..[13]

## Adaptace

### Hudba
- Skaldens natt (1958, Noc básníka), skladba pro soprán, sbor a orchestr od švédského hudebního skladatele Ingvara Lidholma podle Almqvistova prozaického monologu.[14]
- Tintomara (1973), opera švédského hudebního skladatele Larse Johana Werleho, libreto Leif Söderström podle Almqvistova románu Královnin šperk.[15]
- Det går an (2016, Jde to), opera švédského hudebního skladatele Daniela Fjellströma, libreto Maria Sundqvistová podle stejnojmenného Almqvistova románu.[16]
- Drottningens juvelsmycke (2016, Královnin šperk), opera, hudbu tvoří částečně hudba, kterou složil Carl Jonas Love Almqvist a částečně Joseph Martin Kraus v úpravě Jonase Forsella, libreto Maria Sundqvistová[17]

### Film a televize
- Det går an (1963, Jde to), švédský televizní film, režie Bengt Lagerkvist.[18]
- Drottningens juvelsmycke (1967, Královnin šperk), šestidílný švédský televizní seriál, režie Bengt Lagerkvist.[18]
- Tintomara (1970), švédský film podle románu Královnin šperk, režie Hans Abramson.[18]
- Purpurgrefven (1974, Purpurový hrabě), švédský televizní film podle stejnojmenného Almqvistova dramatu, režie Jonas Cornell.[18]
- Det går an (1976, Jde to), švédský televizní film, režie Måns Westfelt.[18]
- Natten den 19 november (1978, Noc 19. listopadu), švédský krátký film podle Almqvistova prozaického monologu Skaldens natt, režie Margaretha Åsbergová.[19]
- En Afton På Jaktslottet (1984, Podvečer na loveckém zámečku), švédský televizní film, hudební adaptace vlastních Almqvistových skladeb provázaná volným příběhem inspirovaným jeho tvorbou obsaženou v Knize šípkové růže, režie John Zacharias.[20]

## Česká vydání
- Jde to, SNKLU, Praha 1965, přeložil Josef Vohryzek, svazek obsahuje tři autorovy novely Ormus a Ariman, Jde to a Grimstahamnská novina (tento příněh není součástí cyklu).